# Назад в будущее 2
«Наза́д в бу́дущее 2» (англ. Back To The Future. Part II) — американский научно-фантастический фильм режиссёра Роберта Земекиса по сценарию Боба Гейла, вторая часть трилогии «Назад в будущее». В главных ролях снялись Майкл Джей Фокс, Кристофер Ллойд, Томас Ф. Уилсон и Лиа Томпсон. Криспин Гловер и Клаудия Уэллс не смогли принять участие в продолжении. Вскоре после возвращения из 1955 года Марти вместе с Доком отправляются в 2015 год, где неприятности преследуют младших Макфлаев, а затем вновь в 1955 год, чтобы изменить возникшую негативную альтернативную реальность.
Съёмки начались в феврале 1989 года спустя два года работы над сценарием и декорациями. Картина оказалась профессиональным прорывом компании «Industrial Light & Magic» (ILM), занимающейся компьютерными эффектами. Премьера фильма состоялась 22 ноября 1989 года — картина получила положительные отзывы, но признана слабее первой части. В мировом прокате сиквел собрал 118 млн долларов при бюджете 40 млн долларов.

## Сюжет

### 2015 год
Фильм начинается с повторения последних кадров первой части трилогии, когда Марти предложил Дженнифер поехать с ним на озеро в выходные. В ту минуту неожиданно появляется Док на машине времени. Марти удивляется его странному виду, Док объясняет это тем, что в будущем одеваются именно так. Машина времени модифицирована, теперь на ней установлен термоядерный реактор холодного синтеза (Mr. Fusion), способный выдать нужное количество электроэнергии из любых пищевых отходов. Кроме того, она теперь может летать. Док говорит Марти и Дженнифер, что им нужно срочно спасать будущее своих детей. Все трое садятся в DeLorean и отправляются в 21 октября 2015 года. Оказывается, в семье Марти Макфлая и его будущей жены Дженнифер Паркер в 2015 году возникли большие проблемы. Их сын, Марти Макфлай-младший, будет арестован за ограбление банка и посажен в тюрьму на 15 лет. Дочь Марти чуть позже попытается устроить ему побег и сама попадётся полиции. Прибыв в 2015 год, Док усыпляет Дженнифер, чтобы она не стала свидетельницей нежелательных событий, и они с Марти укладывают её на контейнеры для мусора в пустынном переулке, надеясь, что с ней ничего не случится.
Будущий сын Марти как две капли воды похож на своего отца. Поэтому Марти под видом собственного сына должен отказаться от ограбления, на которое подбивал младшего МакФлая Грифф, внук старого Биффа Таннена. Само же ограбление должно состояться на следующий день.
Марти заходит в ностальгическое кафе «Восьмидесятые», где сталкивается со старым Биффом, превратившимся в ворчливого 78-летнего старикашку. В кафе тем временем входит банда Гриффа Таннена. Неожиданно приходит настоящий Марти-младший, и Грифф его избивает. Изображая собственного сына, Марти из прошлого нарывается на конфликт с Гриффом. Далее в процессе погони за Марти на летающих досках-аэробордах Грифф вместе со своими дружками влетает в остеклённое здание мэрии, за что его немедленно арестовывают. Заголовки газет из будущего меняются в лучшую для семейства Макфлаев сторону, и будущее детей Марти-старшего и Дженнифер спасено: теперь в тюрьму сядет Грифф. Док говорит Марти, чтобы он шёл к Дженнифер и ждал его там, а затем они возвратятся обратно в 1985 год.
Собираясь в спешке, Марти случайно роняет на асфальт купленный им ранее в антикварном магазине «Спортивный Альманах Грейс», в котором напечатаны все результаты спортивных состязаний с 1950 по 2000 годы, и вынужден рассказать Доку, что он решил заработать на тотализаторе. Док возмущается: он заявляет, что изобрёл машину времени отнюдь не для денежных махинаций. Он отбирает у Марти альманах и выбрасывает его в мусорный бак. Старик Бифф, который подслушивал их разговор, незаметно завладевает альманахом. В то же время, спящую Дженнифер нашли полицейские. Они решили, что она находится под действием наркотиков, и приняли её, по отпечаткам пальцев, за Дженнифер из 2015 года. Полицейские повезли Дженнифер домой в Хиллдэйл. Доку и Марти приходится следовать за ними, чтобы успеть спасти её из дома Марти и Дженнифер 2015 года, прежде чем она встретится с кем-нибудь из родных или с самой собой. Бифф летит на такси вдогонку за Доком и Марти, намереваясь завладеть машиной времени, пока они будут заняты спасением Дженнифер.
В это время пришедшая в себя Дженнифер в доме наблюдает за своей будущей семьёй. Она узнаёт, что 30 лет назад Марти повредил руку, когда врезался в «Роллс-Ройс» во время гонки, на которую его подбил Дуглас Ниддлз, поэтому из-за травмы Марти забросил музыку и по видимому, загнал свою семью в долги. В это время Ниддлз звонит Марти по видеотелефону и снова подбивает его, но уже на аферу с деньгами, об этом узнаёт их босс и в гневе увольняет Марти. Дженнифер берёт с собой лист из факса с надписью «Вы уволены!» и спешит покинуть дом. Однако на выходе из дома она встречает саму себя из будущего, и обе Дженнифер падают в обморок. Заметившие это Док и Марти незаметно вытаскивают девушку из дома.

### Альтернативный 1985 год
Выждав момент, когда возле машины времени никого не было, Бифф отправляется в 1955 год, отдаёт молодому себе «Спортивный альманах» и тут же возвращается. По возвращении старому Биффу вдруг становится плохо, из-за чего, вылезая из машины, он случайно обломал трость и оставил на полу в салоне набалдашник. Ничего не подозревающие Марти, Док и Дженнифер возвращаются в 1985 год. Они оставляют спящую девушку на крыльце её дома и расходятся. Придя домой, Марти обнаруживает, что в его доме живут посторонние люди, которые его прогоняют. На пороге одного из домов Марти находит газету, из которой узнаёт, что он действительно находится в 1985 году. На пороге этого дома Марти натыкается на бывшего директора школы, который не знает Марти в этой реальности и заявляет ему о том, что школа сгорела 6 лет назад. Стрикленд собирается выстрелить в него из ружья, но в этот момент вступает в перестрелку с членами местной уличной банды, которые из проезжающего автомобиля ведут по ним огонь из огнестрельного оружия, после чего Марти вынужден спасаться бегством. Оказавшись в Хилл-Вэлли, Марти видит, что здесь творится полный беспредел — кругом царит разруха, на обочинах полно разбитых машин, а улицы просто кишат байкерами, бандитами и проститутками. Всем здесь заправляет властвующий богатый Бифф. Мать Марти, Лоррейн, вышла замуж за Биффа, заставившего её пойти на пластическую операцию по увеличению груди, вследствие чего она стала много пить. Джордж Макфлай убит Биффом 12 лет назад, сам Марти отправлен в сиротский приют в Швейцарию, а Док в дальнейшем должен будет находиться в психиатрической больнице. Путём несложных умозаключений они понимают, что старик Бифф завладел машиной времени и воспользовался идеей Марти обогатиться на спортивных состязаниях. В машине времени они нашли доказательства этому — набалдашник от трости Биффа и пакет из-под альманаха с кассовым чеком внутри.
Марти отправляется к отчиму в его казино. Когда Марти задал ему вопрос о спортивном альманахе, Бифф всё ему рассказывает, начиная с того, как разбогател при помощи спортивного альманаха, и заканчивая тем, как убил отца Марти. Также Бифф говорит, что незнакомец, отдавший ему книгу, предупредил его о том, что рано или поздно появится парень или «сумасшедший учёный», которые спросят его об альманахе. Таннен собирается застрелить юношу. Марти бежит от него на крышу здания, где Док приходит ему на помощь, и они, нейтрализовав Биффа, вместе на машине времени отправляются в прошлое, обратно в 1955 год.

### Возвращение в 1955 год
Марти и Док перемещаются в 12 ноября 1955 года — день, в который отправился престарелый Бифф, чтобы передать самому себе (молодому) спортивный альманах. Док приходит к выводу, что единственный способ уничтожить реальность, в которой Бифф богат, — это отобрать у молодого Биффа альманах. Герои оставляют машину времени в том же самом месте, в котором Марти оставил её во время первого прибытия в 1955 год. Ситуация усложняется тем, что теперь в этом времени два Марти: один — из настоящего 1985 года, второй — прилетевший только что. Также здесь есть и два Дока: один — живущий в 1955 году и помогающий другому Марти вернуться назад в 1985 год, и второй — прибывший вместе с Марти из альтернативного 1985 года. Пытаясь не попасться самим себе на глаза, Марти и Док маскируются и держат связь по рации.
Марти прячется на заднем сиденье в машине Биффа, чтобы потом забрать альманах, когда тот уйдёт. Днём молодой Бифф получает альманах от старика, который представляется ему дальним родственником и обстоятельно объясняет, как хранить и пользоваться альманахом. Старик уходит, и Бифф запирает машину в гараже вместе с Марти, забрав с собой альманах. Док отправляется вызволять Марти, но к моменту его прибытия уже наступает вечер: Бифф уезжает на школьный бал, и Марти вместе с ним на заднем сиденье. Повторяя Марти по рации, что тот ни в коем случае не должен попасться себе на глаза, Док случайно сталкивается со своим двойником. К счастью, ему удаётся не раскрыть себя.
В школе Марти приходится скрываться от Биффа и его банды, потому что тот собирается поквитаться с «Кельвином Кляйном» за то, что он заставил его врезаться в грузовик с навозом. Марти пытается незаметно вытащить альманах из заднего кармана Биффа, но ему не удаётся из-за вмешательства директора Стрикленда. Позже Марти наблюдает знакомую сцену того, как отец Марти вырубает Биффа ударом в челюсть, заступившись за Лоррейн. Марти забирает журнал у бесчувственного Таннена, но тот вскоре приходит в себя и замечает его. Затем Марти приходится спасать своего двойника, играющего на сцене «Johnny B. Goode», от банды Таннена. Однако Бифф находит Марти, избивает его, забирает альманах и уезжает. В этот момент прилетает Док, и герои начинают преследовать Таннена на летящем ДеЛореане. Далее Марти прямо на ходу забирается на автомобиль Биффа и с трудом и риском отбирает у того альманах. Док приходит на помощь, и герои улетают, а Бифф получает по заслугам, как и в первом фильме, вновь врезавшись в грузовик с навозом.
Начинается гроза. Герои вновь прилетают на то место, где впервые была спрятана машина времени. В машине небольшая поломка, таймер всё время самопроизвольно переключается на 1 января 1885 года. Док висит в небе, освещаемый лучами молний, в машине времени. Из-за погоды ему не удаётся спуститься. В этот момент Марти внизу кладёт альманах в старое ведро и сжигает его, после чего Марти и Док замечают, как заголовки газет из будущего, сообщающие об убийстве Джорджа Макфлая и заточении Дока в психбольницу, меняются.
Наконец герои могут возвращаться назад в будущее, но в ДеЛореан неожиданно попадает молния, и машина вместе с Доком исчезает. Марти безуспешно пытается связаться с Доком по рации, но к нему подъезжает автомобиль, из которого выходит курьер из Western Union. Он вручает Марти письмо, которое было адресовано ему 70 лет назад, и просит подтвердить, что он действительно Марти Макфлай. Удивлённый, Марти сразу же читает письмо, из которого узнаёт, что удар молнии перенёс машину с Доком в 1885 год (когда Док полетел к Марти, который достал альманах, он случайно ударился о рекламный щит; удар вызвал сбой в работе временных контуров, на которых выставилась дата 1 января 1885 года). Марти бежит прямиком к Доку 1955 года, который в этот момент отправляет другого Марти в 1985 год, но Док оказывается не рад этой встрече. Он говорит: «Марти! Я же только что отослал тебя в будущее!», на что получает ответ: «Да, но я ВЕРНУЛСЯ! Вернулся из будущего!!!». Шокированный Док падает в обморок, и Марти пытается привести его в чувство. Камера поднимается вверх, и на экране видна надпись «TO BE CONCLUDED…» («Окончание следует…»). В финале перед титрами показывается короткий промо-ролик третьей части трилогии.

## В ролях
| Актёр                  | Роль                                           |
| ---------------------- | ---------------------------------------------- |
| Майкл Джей Фокс        | Марти Макфлай / Марти-младший / Марлин Макфлай |
| Кристофер Ллойд        | Эмметт Браун                                   |
| Томас Ф. Уилсон        | Бифф / Грифф Таннен                            |
| Лиа Томпсон            | Лоррейн Бейнс                                  |
| Джеймс Толкан          | директор Стрикланд                             |
| Элизабет Шу            | Дженнифер Паркер-Макфлай                       |
| Джеффри Уайзман        | Джордж Макфлай                                 |
| Фли                    | Дуглас Нидлз                                   |
| Элайджа Вуд            | мальчик у игровых автоматов                    |
| Билли Зейн             | Матч                                           |
| Гарри Уотерс — младший | Марвин Берри                                   |

## Производство

### Сценарий
Роберт Земекис во время написания сценария фильма снимал комедийный детектив «Кто подставил кролика Роджера». Съёмки этого фильма задержали начало съёмок продолжения «Назад в будущее». Рабочее название фильма — «Парадокс» (англ. Paradox). На DVD-издании фильма при просмотре дополнительных материалов данное название можно заметить на хлопушках. В первоначальной версии сценария основные действия фильма должны были разворачиваться в 1960-х годах, а именно в 1967 году. Когда стало известно, что Криспин Гловер не вернётся в роли Джорджа Макфлая, Боб Гейл решился убить данного персонажа в альтернативном 1985 году, для того чтобы вывести его из сценария. Одна из идей для сиквела предполагала точно такое же развитие сюжета на протяжении первых двух третей, однако в заключительной части фильма старый Бифф должен был отдать спортивный альманах молодому Биффу в 1960-е, а не в 1955 году. Когда Марти и Док отправились в прошлое, чтобы его остановить, Марти случайно встречался со своими родителями, ставшими хиппи, и чуть было не помешал своему зачатию. Роберт Земекис решил, что данная концепция очень похожа на первый фильм и придумал идею показать оригинальную картину под другим углом с двумя Марти в 1955 году.
По заявлению сценариста фильма Боба Гейла, Дональд Трамп является прототипом Биффа Таннена, когда Марти Макфлай попал в «альтернативный» 1985 год.

### Кастинг
По сравнению с первым фильмом, произошли некоторые изменения в актёрском составе. По заявлению Боба Гейла, Криспин Гловер, игравший Джорджа Макфлая в первой серии, потребовал, чтобы ему был выплачен такой же гонорар, как Майклу Джей Фоксу, однако сам Гловер это отрицает. По его словам, требования не были такими высокими, однако ему было предложено 150 000 $, тогда как Лиа Томпсон получила за роль примерно 650 000 $, а Томас Уилсон — около 350 000 $, что сам Гловер посчитал нечестным в отношении себя, учитывая объём роли. Когда договориться не получилось, Земекис постарался снять фильм таким образом, чтобы зрители не заметили его отсутствия. В немногочисленных эпизодах с участием Джорджа, оставшихся после переработки сценария, эту роль исполняет похожий на Гловера актёр Джеффри Уайсман (например, в сцене появления в будущем Джордж висит вниз головой, чтобы отличие Уайсмана от Гловера было не столь заметно) или используются киноархивные материалы.
Кроме того, Боб Гейл решился убить персонажа в альтернативном 1985 году, для того чтобы вывести его из сценария. После выхода фильма Гловер подал в суд на Земекиса и получил компенсацию, примерно равную тому гонорару, который он запрашивал, а «Гильдия актёров» приняла новые правила об использовании видео- и фотоматериалов с участием актёров.
Клаудия Уэллс, сыгравшая Дженнифер в первой части, не стала участвовать во второй серии фильма из-за болезни своей матери.
В «Назад в будущее 2» роль Дженнифер исполнила Элизабет Шу. Конечная сцена первого фильма, с которой начинается фильм, была снята заново с участием Элизабет. Майкл Балзари, известный также как Фли из группы «Red Hot Chili Peppers», сыграл роль приятеля Марти Дугласа Нидлза; герой в его исполнении также появляется в финале фильма «Назад в будущее 3» (1990).
Этот фильм стал первым для актёра Элайджи Вуда, который исполнил эпизодическую роль мальчика в кафе 1980-х годов в сцене с «Диким Стрелком».
Во время съёмок «будущего» Майкл Джей Фокс сыграл себя в старости, свою дочь Марлин и своего сына Мартина-Младшего. Нанесение грима на Джей Фокса и Уилсона занимало 4—5 часов. Когда Дженнифер, потерявшую сознание, доставляют до дома два офицера полиции в 2015 году, можно заметить, что лицо одной представительницы правопорядка нам упорно стараются не показывать. Этого полицейского сыграла актриса Мэри Эллен Трейнор, бывшая в то время женой Роберта Земекиса.

### Съёмки
Создание сиквела началось через пять лет после премьеры первой части. Съёмки второй и третьей частей фильма велись одновременно. Для сцен с парящим DeLorean была сконструирована функциональная модель автомобиля в масштабе 1:5, а также миниатюрные фигурки Марти, Дока и старого Биффа. В миниатюре также было построено и суперказино Биффа — высотой почти 2,5 метра, со всеми неоновыми огнями и мини-лампочками. Для сцены воздушного автотрафика художник-постановщик фильма Джон Белл разработал дизайн восьми футуристических машинок, а Стив Гоули и его команда из ILM выполнили их в разных цветах; часть автореквизита для заднего плана приобрели в магазине моделек и слегка модифицировали.
Куртка из 2015-го, которую Марти выдал Док, могла сама подгоняться по размеру, при съёмке этого эпизода были использованы сильфон и 40 лесок, протянутые к куртке, а натягивали их люди, лежащие на земле вокруг актёра; для эпизода с сушкой задействовали пылесос. Съёмки погони на ховербордах заняли три недели; было изготовлено более 60 моделей для разных подвесных систем. В сценах, где Марти виден до колен, актёр ехал на скейтборде по гладкой фанере, чтобы был эффект скольжения. Для крупных планов Майкл Лантьери умудрился создать настоящую летающую доску, применив мощные магниты и тонкие тросы для стабилизации движения. На общих планах всех участников сцены держали управляемые операторами риги (по одному оператору на каждого участника погони). В некоторых сценах кроссовки Майкла Джей Фокса были прикручены к доске болтами. Черил Уиллер-Диксон, дублёр Дарлен Фогель, получила травму во время съёмок этой сцены.
Эпизоды, когда актёры, играющие несколько ролей, появляются в кадре одновременно, были отсняты без применения компьютерных спецэффектов. Для динамической съёмки была разработана специальная система моушн-контроля под названием Vistaglide (или «Тондро доли», в честь инженера ILM Билла Тондро, написавшего софт для управления этой системой в реальном времени). Система была портативной и беззвучной, что позволяло писать диалоги прямо на площадке. Сплит-кадры накладывались один на другой (в сцене кафе их было семь, в сцене с семьёй Макфлаев — около сорока). Эпизод, в котором молодой Бифф выходит из машины, смотрит сквозь окно на старого Биффа и Марти на переднем плане, проходит позади всех и входит в помещение, снимался три дня. Весь реквизит, попадавший в кадр, приходилось приклеивать, чтобы он не сдвинулся при последующей съёмке одной и той же сцены.
Для съёмок первого фильма сначала были построены декорации Хилл-Вэлли 1955 года, затем, отсняв середину фильма, их преобразовали в Хилл-Вэлли 1985 года и сняли начало и конец картины. Для съёмок «Назад в будущее 2» декорации снова переделали, для того чтобы они соответствовали 1955 году. Такая перестройка декораций стоила создателям больше, чем если бы они их построили с нуля. Неоновая вывеска над казино Биффа была смоделирована на основе казино «Vegas World Casino» (в настоящее время — «Stratosphere») в Лас-Вегасе.
В эпизоде, когда Бифф из 2015 года отдаёт спортивный альманах Биффу из 1955 года, играет один актёр — Томас Ф. Уилсон, — поэтому пришлось идти на различные ухищрения. Для этой съёмки придумали механическое устройство на сервомоторах, которое удерживало руку актёра в одном положении. Это устройство держало альманах, а его движения синхронизировали с движением Vistaglide, поэтому они были всегда идентичны. В той части кадра, где «работал» старый Бифф, его рука была прикреплена к этому устройству. А в те моменты, когда Уилсон играл молодого Биффа, в устройстве находилась рука дублёра, которую полностью перекрывала рука старого Биффа.
Тоннель, где разворачивается финальное противостояние Марти и Биффа, был тем же самым тоннелем, по которому Эдди Валиант попадает в Мульттаун в «Кто подставил кролика Роджера» (этот фильм Земекис снимал в период работы над сценарием к «Назад в будущее 2»). Для сцены DeLorean в грозовых облаках большую часть материала позаимствовали из отснятой плёнки к фильму «Огненный лис», а часть сняли на крыше студии ILM с помощью дым-машины.

### Музыка
Музыку к сиквелу вновь написал Алан Сильвестри. Саундтрек с инструментальной музыкой был выпущен лейблами «MCA» и «Varèse Sarabande» 22 ноября 1989 года. Портал «AllMusic» присвоил альбому 4,5 звезды из возможных 5.
1. Main Title (2:21)
2. The Future (5:22)
3. Hoverboard Chase (2:48)
4. A Flying Delorean? (4:30)
5. My Father! (2:04)
6. `Alternate 1985` (3:04)
7. If They Ever Did (3:57)
8. Pair O Docs (1:27)
9. The Book (4:49)
10. Tunnel Chase (5:20)
11. Burn The Book (2:25)
12. Western Union (1:52)
13. End Title (4:37)

Кроме того, в фильме было использовано несколько композиций, не издававшихся на официальном саундтреке. Традиционная «The Washington Post», написанная Джоном Филипом Суза звучит из агитационного фургона Голди Уилсона III. Главная тема фильмов «Челюсти» Джона Уильямса прозвучала в сцене, где на Марти нападает компьютерная акула. На танцах в школе слышны «Night Train», «Earth Angel (Will You Be Mine)» и «Johnny B. Goode» — все три трека были изданы на саундтреке к первой части, исполнителями указана вымышленная группа «Marvin Berry & The Starlighters». «Mr. Sandman» из репертуара группы «The Four Aces», вновь использована в сценах на улицах Хилл-Вэлли в 1955 году. Также в фильме использовались «I Can’t Drive 55» Сэмми Хагара и «Papa Loves Mambo» Перри Комо. В кафе «80-е» слышна песня «Beat It» из альбома «Thriller» Майкла Джексона.

### Скрытая реклама
Вся видеотехника в фильме, на которой виден логотип — марки JVC. Это телевизор, который во второй части продаётся в антикварном магазине в 2015 году; мониторы виртуальных официантов в кафе «80-е»; плазменная панель в будущем доме Макфлаев; телевизор, на котором Бифф из альтернативного 1985 года смотрит фильм с девушками в джакузи.
В 2015 году можно заметить несколько машин из других фантастических фильмов, включая «Spinner» из «Бегущего по лезвию» (1982) и «StarCar» из «Последнего звёздного воина» (1984). Другие машины в большинстве случаев — модифицированные Ford Probe только что вышедшего второго поколения и разные модели «Mustang», а также различные концепт кары. В числе которых можно заметить уникальный Pontiac Banshee, который обладал встроенной мультимедийной навигационной системой и мультирулем — все это действительно сбылось в 2015 году. Такси будущего, на котором Бифф следит за Марти и Доком, — Citroën DS, выпускавшийся с 1955 года, а машина Грифа в 2015 году — модифицированная BMW шестой серии. В 2011 году компания «Nike» выпустила ограниченную партию кроссовок, которые своим дизайном повторяют те, что носил главный герой фильма. Однако кроссовки Nike Mag 2011 года не умеют автоматически зашнуровываться, в отличие от своего прототипа. Модель Nike Mag 2016 года получила автоматическую шнуровку и была продана ограниченным тиражом в 89 пар.
Во время телевизионного интервью Роберт Земекис сказал, что «летающие доски уже давным-давно изобретены, только компании по производству скейтбордов не желают их ставить в серийное производство, но съёмочной группе всё же удалось раздобыть несколько таких досок». Режиссёр всего лишь шутил, однако после выхода передачи компания Mattel (логотип данной фирмы можно заметить на летающих досках) была завалена телефонными звонками людей, интересующихся, когда такие доски поступят в продажу.
Специально для фильма был создан игровой автомат с игрой The Wild Gunman. Данная игра была разработана для платформы Nintendo Entertainment System и для аркадного автомата PlayChoice-10. В фильме автомат выглядит иначе, звуковые эффекты игры точно такие же, как и для видеоприставки, однако графика абсолютно новая. Как это ни парадоксально, в настоящей видеоигре анимация была на порядок лучше.
В конце фильма в DeLorean ударяет молния, и Док исчезает в пространствах времени. В тот же миг под проливным дождём подъезжает машина, из которой появляется человек в шляпе и плаще и передаёт Марти письмо от Дока. Зритель может заметить, что письмо доставил курьер службы Western Union.

## Релиз

### Кассовые сборы
Премьера фильма состоялась в кинотеатрах Америки 22 ноября 1989 года, за день до праздника Дня благодарения. В ночь с пятницы на субботы фильм собрал 27,8 млн долларов и добрался до отметки в 43 млн долларов уже за первые пять праздничных дней проката. К следующим выходным сборы снизились на 56 %, составив 12,1 млн долларов, но фильм всё ещё оставался лидером проката. Общие сборы фильма составили 118,5 млн долларов в США и 213 миллионов в мировом прокате. По итогам 1989 года «Назад в будущее 2» стал шестым в списке самых успешных фильмов года в домашнем прокате и третьим в мировом прокате — фильм опередили «Индиана Джонс и последний крестовый поход» и «Бэтмен». Сборы сиквела и третьей части, выпущенной в прокат через полгода, были значительно меньше, чем у первой картины.

### Критика
В основном, картина получила благоприятные отзывы критиков. К марту 2012 года, фильм набрал 64 % на портале «Rotten Tomatoes», основываясь на 42 обзорах с рейтингом 6,1 из 10.
Роджер Эберт из «The Chicago Sun-Times» присвоил фильму 3 звезды из 4. Эберт отметил «отсутствие энергетики оригинальной картины в целом», но высказал восторг «фарсовым юмором» и исполнением сцены с погоней на ховербордах.

### Награды
Фильм выиграл премию «Сатурн» в номинации «Лучшие спецэффекты», а также был номинирован в категориях «Лучший научно-фантастический фильм», «Лучшие костюмы» и «Лучший грим»; получил премию «BAFTA» за визуальные эффекты команды под руководством Кена Ральстона. В 2003 году фильм получил премию «AOL Movies DVD» за лучшее специально издание года по результатам онлайн-голосования.
Кроме того, фильм стал лауреатом премий: «Golden Screen Award», «Young Artist Award» и «The Blimp Awards» за исполнение главной роли Майклом Джей Фоксом, а также получил премию «Kids' Choice Awards» за исполнение роли Лиа Томпсон. Наконец Джон Белл, Стив Гоули, Майкл Лантиери и Кен Рольстон были номинированы на премию «Оскар» за работу над визуальными эффектами.
Журнал «Empire» поместил фильм на 498-е место в своём списке «500 величайших кинокартин всех времён» (2008).

## Выход на видео

### DVD
В 2000 в США к 15-летнему юбилею его создания трилогия выпущена на DVD компанией «Universal Pictures Home Entertainment» в формате 16:9, со звуком Dolby Digital 5.1, с английскими субтитрами и с дополнениями: трейлера, «Back to the Future Part II Featurette», купюр, удалённых сцен, теста летательной доски, раскадровок к сцене погони, архивов, эскизов и интервью. Кроме того, в сентябре 2002 года он выпущен на DVD-издании с многоголосым переводом и в системе PAL. 17 декабря 2002 года «Universal» выпустил фильм в бокс-сете трилогии (хотя потом отозвал из-за проблем с кадрированием изображения на второй и третьей части).
Информация на DVD:
- Издание: Universal
- Язык меню: Английский
- Язык звуковой дорожки: Русский — Dolby Digital 5.1; Английский — Dolby Digital 5.1, DTS
- Английские субтитры
- Бонус:
  - Как снимался фильм (англ. Back to the Future Part II Featurette)
  - Создание трилогии (англ. Making the Trilogy: Chapter 2)
  - Купюры (англ. Outtakes)
  - Удалённые сцены (англ. Deleted Scenes)
  - Тест летательной доски (англ. Hoverboard Test)
  - Раскадровки к сцене погони (англ. Storyboards to Final Feature Comparison): Марти на летательной доске (англ. Marty on the Hoverboard)
  - Архивы продукции (англ. Production Apchives): Фотоальбом Марти МакФлая (англ. Marty McFly Photo Album), Кулуарные фотографии (англ. Behind-the-Scenes Photographs), Футуристические дизайны (англ. Futuristic Designs), Транспортные средства будущего (англ. Vehicles of the Future)
  - Трейлер (англ. Theatrical Trailer)

## Продукция

### Новелизация
1 ноября 1989 года издательство «Berkley Books» выпустило роман-новеллизацию сценария фильма, написанный Крэйгом Шоу Гарднером. В книге 251 страница. Роман содержит сцены, не вошедшие в финальную версию фильма, а ругательства были замены на менее грубые слова, так как книги, в основном, были ориентированы на старших школьников.

### Компьютерные игры
Компания «LJN» выпустила игру «Back to the Future II & III» для платформы Nintendo Entertainment System как продолжение игры по мотивам первого фильма. Разработчик — «Beam Software Pty, Ltd».
Также компании «Image Works» и «Arena Entertainment» выпустила игру «Back to the Future II» на игровых приставках Sega Genesis и Sega Master System, а также на платформах Amiga, Amstrad CPC, Atari ST, Commodore 64, DOS и ZX Spectrum. Разработкой игры занималась студия «Probe Software».
Кроме того, 13 июля 1993 года в Японии была издана игра «Super Back to the Future II», разработанная компанией «Daft» по заказу «Toshiba EMI». Игра предназначена для игровой платформы «Super Nintendo Entertainment System».